# Lâm Hướng Dương
Lâm Hướng Dương (tiếng Trung giản thể: 林向阳, bính âm Hán ngữ: Lín Xiàng Yáng, sinh tháng 10 năm 1964, người Hán) là tướng lĩnh Quân Giải phóng Nhân dân Trung Quốc. Ông là Thượng tướng Quân Giải phóng Nhân dân Trung Quốc, Ủy viên Ủy ban Trung ương Đảng Cộng sản Trung Quốc khóa XX, hiện là Tư lệnh Chiến khu Đông Bộ. Ông nguyên là Tư lệnh Chiến khu Trung Bộ; Phó Tư lệnh Chiến khu, Tư lệnh Lục quân Chiến khu Đông Bộ; Quân đoàn trưởng Tập đoàn quân 47, Lục quân Chiến khu Tây Bộ; Quân đoàn trưởng Tập đoàn quân 82, Lục quân Chiến khu Trung Bộ; và Quân đoàn trưởng Tập đoàn quân 72, Lục quân Chiến khu Đông Bộ.
Lâm Hướng Dương là đảng viên Đảng Cộng sản Trung Quốc, học vị Cử nhân Quốc phòng. Ông xuất phát điểm từ Tập đoàn quân 31, được phong quân hàm trong hai năm liên tiếp là 2020 và 2021 và trở thành Thượng tướng.

## Xuất thân và giáo dục
Lâm Hướng Dương sinh tháng 10 năm 1964 tại thôn Đăng Tuấn (登俊村), trấn Hải Khẩu, thành phố cấp huyện Phúc Thanh, thủ phủ Phúc Châu, tỉnh Phúc Kiến, Cộng hòa Nhân dân Trung Hoa, ông tốt nghiệp trung học phổ thông trường số 1 Phúc Thanh vào những năm 1980. Cùng năm này, ông tới Nam Xương, nhập học Học viện Bộ binh Lục quân bậc cao đẳng, tốt nghiệp tháng 7 năm 1983. Trong giai đoạn 2005–07, ông tham gia lớp đào tạo sĩ quan trẻ của Đại học Quốc phòng, nhận bằng Cử nhân Quốc phòng.

## Sự nghiệp

### Thời kỳ đầu
Tháng 7 năm 1983, sau khi tốt nghiệp Học viện Bộ binh Lục quân, Lâm Hướng Dương nhập ngũ Quân Giải phóng Nhân dân Trung Quốc, phân về Tập đoàn quân số 31 (nay là Tập đoàn quân 73 Lục quân). Giai đoạn đầu, ông lần lượt là Đại đội trưởng, Tiểu đoàn trưởng Tiểu đoàn 271 từ năm 1994, Tham mưu, Phó Trung đoàn trưởng rồi Trung đoàn trưởng Trung đoàn 283, Sư đoàn 91 của Tập đoàn quân 31 từ tháng 2 năm 2000. Tháng 7 năm 2003, ông nhậm chức Tham mưu trưởng, Phó Sư đoàn trưởng Sư đoàn 86, và trở thành Sư đoàn trưởng Sư đoàn 91 từ tháng 3 năm 2008. Tháng 5 năm 2013, ông được thăng chức làm Phó Quân đoàn trưởng Tập đoàn quân 31, được phong hàm Thiếu tướng vào tháng 7 năm 2014. Ngày 3 tháng 9 năm 2015, trong đợt kỷ niệm 70 năm chiến thắng từ Chiến tranh Trung–Nhật (1945–2015) và chiến thắng từ Chiến tranh thế giới thứ hai, ông là chỉ huy trưởng chương trình diễn tập bộ đội sự kiện sân bay Dương Minh Bảo, mô phỏng trận đánh lịch sử.
Tháng 7 năm 2016, Lâm Hướng Dương được điều chuyển tới Chiến khu Tây Bộ, nhậm chức Quân đoàn trưởng Tập đoàn quân 47 của Lục quân Chiến khu Tây Bộ rồi sau đó chuyển tiếp làm Quân đoàn trưởng Tập đoàn quân 82 của Chiến khu Trung Bộ từ tháng 3 năm 2017. Đến tháng 4 năm 2019, ông được điều sang Chiến khu Đông Bộ, là Quân đoàn trưởng Tập đoàn quân 72 của Lục quân Chiến khu. Ngày 1 tháng 10 cùng năm, trong đợt kỷ niệm 70 thành lập Trung Quốc, ông được phân công là chỉ huy trưởng dẫn đầu đoàn tiêu binh lục quân tại lễ duyệt binh.

### Chiến khu
Tháng 4 năm 2020, Lâm Hướng Dương được điều về Chiến khu Đông Bộ, nhậm chức Phó Tư lệnh Chiến khu kiêm Tư lệnh Lục quân Đông Bộ, được phong hàm Trung tướng vào tháng 7 cùng năm. Tháng 8 năm 2021, ông được bổ nhiệm làm Tư lệnh Chiến khu Trung Bộ, tiếp tục phong quân hàm Thượng tướng vào tháng 9 cùng năm, được phong quân hàm trong hai năm liên tiếp. Tháng 1 năm 2022, Lâm Hướng Dương được điều chuyển vị trí và được Quân ủy Trung ương bổ nhiệm làm Tư lệnh Chiến khu Đông Bộ, phối hợp cùng Chính ủy Hà Bình. Giai đoạn đầu năm 2022, ông được bầu làm đại biểu tham gia Đại hội Đảng Cộng sản Trung Quốc lần thứ XX từ đoàn Quân Giải phóng và Vũ cảnh. Trong quá trình bầu cử tại đại hội, ông được bầu làm Ủy viên Ủy ban Trung ương Đảng Cộng sản Trung Quốc khóa XX.

## Lịch sử thụ phong quân hàm
| Quân hàm |             |             | Thượng tướng |  |  |  |  |  |  |  |  |
| Cấp bậc  | Thiếu tướng | Trung tướng | Thượng tướng |  |  |  |  |  |  |  |  |
|          |             |             |              |  |  |  |  |  |  |  |  |